# 가시비름
가시비름은 쌍떡잎식물 중심자목 비름과의 한해살이풀이다. 남아메리카가 원산이다. 높이는 40~80cm이고 줄기에 능선이 있다. 잎은 어긋나고 계란 모양이다. 길이는 3~8cm이고, 너비 1.5~4cm로 끝에 잔가시가 있다. 잎자루는 길이 1~8cm로서 밑부분에서 1cm 정도의 가시가 양쪽으로 난다.
꽃은 8~10월에 피는데, 줄기 밑에는 잎겨드랑이에 둥글게 모여 핀다. 줄기 위에는 이삭 모양으로 달린다. 꽃잎은 5개이고 수꽃은 계란모양, 암꽃은 주걱 모양이다. 암술대는 2~3개이다. 열매는 주름이 약간 지며 익으면 수평으로 갈라져서 윗부분이 뚜껑처럼 열린다.

## 같이 보기
- 모로호